# Lights Out (Redfoo)
Lights Out è il singolo d'apertura dell'album Party Rock Mansion, scritto e prodotto da Redfoo.

## Video
Il video ufficiale del brano è stato rilasciato su YouTube 17 Giugno 2016. Il video e a 360 gradi. La canzone è anche presente nel video trailer dell'album Party Rock Mansion, dove ha raggiunto più di 8.9 milioni di visualizzazioni.